# 1971 год в авиации
Список событий в авиации в 1971 году.

## События
- 23 февраля — первый полёт первого серийного Saab 37 Viggen, шведского многоцелевого истребителя.
- 25 марта — первый полёт грузового самолёта Ил-76.
- 10 июня — первый полёт KJ-1, самолёта ДРЛО разработанного в КНР на базе бомбардировщика Ту-4.
- 24 августа — первый полёт экспериментального самолёта Lockspeiser LDA-01.

### Без точной даты
- Основана авиакомпания North-Wright Airways.
- Основана авиакомпания Northern Thunderbird Air.
- Основана авиакомпания Southwest Airlines.

### Авиационные происшествия
- 2 января — Рейс 844 United Arab Airlines
- 9 января — Столкновение над Эдисоном (штат Нью-Джерси) Boeing 707—323 авиакомпании American Airlines с учебной Cessna 150. В результате происшествия погибли два человека — все на борту «Цессны». «Боинг» сумел совершить благополучную посадку в аэропорту.
- 18 января — Катастрофа под Цюрихом
- 22 января
  - В Камбодже в ходе нападения партизан на аэропорт близ Пномпеня уничтожены или повреждены 91 самолёт и вертолёт (почти вся авиация режима Лон Нола)[1].
  - Катастрофа Ан-12 под Сургутом.
- 25 января — Рейс 359 LAV.
- 30 января — 1 февраля — Угон самолёта Fokker F27 в Лахор.
- 31 января — Катастрофа Ан-12 под Сургутом.
- 31 марта — Катастрофа Ан-10 под Ворошиловградом (Рейс 1969 авиакомпании Аэрофлот).
- 23 мая — Катастрофа Ту-134 авиакомпании Aviogenex в Риеке.
- 6 июня — Столкновение над горами Сан-Габриель.
- 7 июня — Рейс 485 Allegheny Airlines.
- 3 июля — Рейс 063 Toa Domestic Airlines.
- 24 июля — В авиационной катастрофе погиб верховный главнокомандующий вооружёнными силами Ливана генерал Ж. Нужейм.
- 25 июля — Катастрофа Ту-104 (рейс 1912 авиакомпании Аэрофлот) в Иркутске.
- 30 июля
  - Рейс 845 Pan American.
  - Столкновение над Сидзукуиси — столкнулись авиалайнер Boeing 727-281Adv и истребитель F-86F. Погибли все 162 человека на борту «Боинга». Крупнейшая авиакатастрофа в мире на тот момент.
- 28 августа — Рейс 731 Malév.
- 4 сентября — Катастрофа Boeing 727 под Джуно (рейс 1866 авиакомпании Alaska Airlines) — первая катастрофа отдельного самолёта в США, в которой погибли свыше ста человек.
- 6 сентября — Рейс 112 Paninternational.
- 13 сентября — В загадочной авиакатастрофе над Монголией вместе со своей семьёй погиб Линь Бяо, китайский политический деятель, бывший «правой рукой» и официальным наследником Мао Цзэдуна.
- 16 сентября — Рейс 110 Malév.
- 22 сентября — Катастрофа Ан-2 в Кизильском районе (Рейс 697 авиакомпании Аэрофлот).
- 2 октября — Рейс 706 BEA.
- 10 октября — Катастрофа Ту-104 под Москвой (Рейс 773 авиакомпании Аэрофлот).
- 12 ноября — Катастрофа Ан-24 в Виннице (Рейс 639 авиакомпании Аэрофлот).
- 13 ноября — Катастрофа Ан-24 под Керчью (Рейс 063 авиакомпании Аэрофлот).
- 24 ноября — Рейс 305 Northwest Airlines.
- 1 декабря — Катастрофа Ан-24 под Саратовом (Рейс 2174 авиакомпании Аэрофлот), погибли 57 человек.
- 4 декабря — Столкновение над Роли (Северная Каролина) — столкнулись самолёты McDonnell Douglas DC-9-31 авиакомпании Eastern Air Lines и частная Cessna 206, погибли 2 человека.
- 21 декабря — Катастрофа в Софии.
- 24 декабря — Рейс 508 LANSA.

### В космонавтике
- 31 января — Старт корабля Аполлон-14 (США), приземление 9 февраля. Экипаж — Алан Шепард, Стюарт Руса, Эдгар Митчелл. 5 февраля его лунный отсек совершил третью высадку на Луну в районе кратера Фра Мауро. Произведено два выхода на поверхность Луны.
- 22—25 апреля — в СССР осуществлён полёт космического корабля «Союз-10». Экипаж: командир корабля лётчик-космонавт СССР В. А. Шаталов, бортинженер лётчик-космонавт СССР А. С. Елисеев и инженер-испытатель Н. Н. Рукавишников[2].
- 6 июня — В СССР стартовал космический корабль «Союз-11» с экипажем: командир корабля Г. Т. Добровольский, бортинженер В. Н. Волков и инженер-испытатель В. И. Пацаев. Космонавты осуществляли полёт без скафандров. Гибель экипажа при посадке — 29 июня.
- 29 июня — Гибель экипажа космического корабля «Союз-11» с экипажем. Полёт осуществлялся с 6 июня 1971 года.
- 26 июля — Старт корабля Аполлон-15 (США), приземление 7 августа. Экипаж — Дэвид Скотт, Альфред Уорден, Джеймс Ирвин. Четвёртая экспедиция на Луну. После посадки на Луну его экипаж совершил три выхода на поверхность спутника и на «лунной тележке» проделал путь около 28 километров.
- 2 декабря — Впервые в истории космонавтики спускаемый аппарат советской автоматической станции «Марс-3» совершил мягкую посадку на поверхность планеты Марс.

## Персоны

### Скончались
- 1 февраля
  - Абрамчук, Николай Иванович — участник Великой Отечественной войны (капитан, командир эскадрильи 894-го истребительного авиационного полка 101-й истребительной авиационной дивизии ПВО СССР), Герой Советского Союза (1943), подполковник (1954).
  - Амет-Хан, Султан — советский военный лётчик, гвардии майор, заслуженный лётчик-испытатель, дважды Герой Советского Союза (1943, 1945). Погиб в авиакатастрофе во время испытательного полёта на Ту-16.
- 14 мая — Яковлев, Евгений Николаевич, участник Великой Отечественной войны, командир эскадрильи 19-го гвардейского бомбардировочного авиационного полка 2-й гвардейской бомбардировочной авиационной дивизии 18-й воздушной армии, Герой Советского Союза.
- 29 июня — Виктор Иванович Пацаев, советский космонавт.